# Killing Me Softly (film)
Killing Me Softly is een Amerikaans-Britse
film uit 2002. In de door Chen Kaige geregisseerde film spelen Heather Graham en Joseph Fiennes de hoofdrollen. Ze behandelt de gepassioneerde liefdesrelatie tussen hun personages. In het eerste deel is veel erotiek te zien. Killing Me Softly is gebaseerd op het gelijknamige boek van Nicci French uit 1999.

## Verhaal
Alice is een Amerikaanse die naar Londen in Groot-Brittannië is verhuisd, waar ze werkt als ontwerpster van websites en cd-hoezen. Na zes maanden eenzaamheid ontmoette ze Jake, waarmee ze nu samenwoont.
Op een ochtend onderweg naar het werk kruist haar pad dat van Adam. Nadat ze een tijdje hun ogen niet van elkaar kunnen afhouden, ontmoeten ze elkaar en overtuigt Adam haar met hem mee te gaan. Thuisgekomen hebben ze passionele seks.
Adam is een bergbeklimmer die bekend werd nadat hij zes mensen redde, waarover net een boek verscheen. Toch is hij bedrukt over die gebeurtenis, waarbij doden zijn gevallen. Hij vraagt Alice om terug te komen, maar ze twijfelt omdat ze al een relatie heeft.
Later kan ze zich toch niet inhouden en zoekt Adam opnieuw op. Ze verbreekt haar relatie met Jake en wil bij Adam intrekken. De deur wordt echter opengedaan door een andere vrouw, Deborah. Alice is eerst argwanend, maar het blijkt Adams zus te zijn, van wie het huis is. Van haar krijgt ze Adams eigen adres.
Hun passionele relatie gaat verder. Als Alice op een dag met haar vriendin Joanne op straat loopt, wordt haar handtas gestolen. Adam ziet het gebeuren, achtervolgt de dief en slaat hem "uit passie" in elkaar. Vlak hierna vraagt hij Alice ten huwelijk. Eén der volgende dagen trouwen ze in een kerk in Adams geboortedorp.
Alice ontvangt in die periode anonieme brieven waarin staat dat haar relatie en huwelijk met Adam een grote fout zijn. In één ervan staat dat Adam ooit een meisje verkrachtte. Alice spoort en zoekt haar op. Ze heeft echter geen bewijzen en als Adam wordt geconfronteerd relativeert hij deze zaak.
Alice realiseert zich dat ze eigenlijk maar weinig weet over haar echtgenoot. Ze doorzoekt het huis en vindt de sleutel van Adams afgesloten kast. Daarin ontdekt ze oude liefdesbrieven van Adams vroegere vlam. Ze wil haar opzoeken, maar hoort van haar moeder dat ze sinds acht maanden vermist is.
Alice vermoedt dat haar man een passionele moordenaar is die zijn vriendinnen vermoordt als die hem dreigen te verlaten. Op een avond loopt ze weg en gaat naar de politie. Zonder bewijs kan die haar niet helpen. Ze gaat dan naar Adams zus Deborah om hulp.
Omdat Adam naaktfoto's heeft van al zijn vriendinnen, inclusief een van Alice die hij nam net nadat ze trouwden, op dezelfde plaats - het kerkhof naast het kerkje - vermoedt Alice dat hij hen daar begraven heeft. Samen met Deborah rijdt ze er 's nachts naartoe. In de grond vinden ze inderdaad het lijk van een vrouw.
Adam vindt intussen de naaktfoto's bij Deborah thuis terwijl hij op zoek is naar Alice en komt hen achterna. Op het kerkhof blijkt dat Deborah als tiener een incestueuze relatie met haar broer had. Niet hij maar zij vermoordde de vrouwen uit jaloezie.
Deborah probeert Alice te vermoorden, maar Adam kan haar op tijd neerslaan. Als Adam zich omdraait, komt ze terug en probeert ze Adam neer te slaan.
Dan schiet Alice haar neer met een lichtkogel.
Hierna scheiden de wegen van Alice en Adam zich. Later zien ze elkaar nog één keer, als ze elkaar kruisen op de roltrappen van de metro.

## Rolbezetting
| Acteur            | Personage         | Opmerkingen                        |
| ----------------- | ----------------- | ---------------------------------- |
| Heather Graham    | Alice Loudon      |                                    |
| Joseph Fiennes    | Adam Tallis       | Alice' nieuwe liefde               |
| Natascha McElhone | Deborah Tallis    | De zus van Adam                    |
| Jason Hughes      | Jake              | Alice' oude liefde                 |
| Yasmin Bannerman  | Joanna            | Alice' vriendin                    |
| Ulrich Thomsen    | Klaus             |                                    |
| Rebecca Palmer    | Michelle          | Slachtoffer van de verkrachting    |
| Kika Markham      | Mevrouw Blanchard | Moeder van een van de slachtoffers |
| Ian Hart          | Politie-agent     | Neemt Alice' verklaring af         |